# Klooster Vojlovica
Het Klooster Vojlovica (Servisch: Манастир Војловица, Manastir Vojlovica) is een Servisch-orthodox klooster gelegen in de Banaat-regio in de noordelijke Servische autonome provincie Vojvodina. Het ligt in de gemeente Pančevo. Het klooster werd gesticht tijdens de heerschappij van Stefan Lazarević (1374-1427).